# Harriet Rudolph
Harriet Rudolph (* 12. Juli 1966 in Dresden) ist eine deutsche Historikerin.
Harriet Rudolph war von 1985 bis 1989 im Kunsthandel tätig. Sie studierte von 1989 bis 1995 Geschichte und Kunstgeschichte an den Universitäten Tübingen und London. 1993/1994 arbeitete sie an dem DFG-Forschungsprojekt „Sozial- und Mentalitätsgeschichte des Ersten Weltkrieges“ an der Universität Tübingen mit. Von 1995 bis 1996 war sie in einer Unternehmensberatung tätig. Rudolph war wissenschaftliche Angestellte am Lehrstuhl für Geschichte der Frühen Neuzeit an der Universität Trier. 1999 promovierte sie in Trier mit einer Studie zur peinlichen Strafjustiz im Hochstift Osnabrück zwischen 1716 und 1803. Von 2004 bis 2006 hatte sie ein Forschungsstipendium der Gerda Henkel Stiftung. 2008 erfolgte in Trier ihre Habilitation über Formen und Funktionen der Herrschaftsinszenierung bei Kaisereinzügen von 1558 bis 1618. Im Sommersemester 2008 und Wintersemester 2008/09 hatte sie eine Vertretung des Lehrstuhls von Luise Schorn-Schütte an der Universität Frankfurt am Main. 2009/2010 hatte sie eine Gastprofessur an der Universität des Saarlandes. Im Juni 2010 erfolgte der Ruf an die Universität Innsbruck. Rudolph war bis 2011 akademische Rätin auf Zeit im Fach Neuere Geschichte an der Universität Trier. Seit Februar 2011 lehrte sie als Professorin für die Geschichte der Neuzeit am Institut für Geschichtswissenschaften und Europäische Ethnologie der Universität Innsbruck. 2012 nahm sie einen Ruf an die Universität Regensburg auf eine W3-Professur für Neuere Geschichte an und trat damit die Nachfolge von Albrecht P. Luttenberger an. 2014 wurde sie in die Akademie der Wissenschaften und der Literatur Mainz gewählt.
Ihre Forschungsschwerpunkte sind die Erforschung politischer Kulturen in Europa sowie die Medien- und Rechtsgeschichte im frühneuzeitlichen Europa, die Hof- und Residenzenforschung, das Strafrecht und Strafpraxis, die Diplomatiegeschichte sowie die Stadtgeschichte. In ihrer Trierer Dissertation befasste sie sich mit der Strafrechtspflege im Fürstbistum Osnabrück im 18. Jahrhundert. Im Mittelpunkt ihrer Habilitationsschrift steht die „Präsenz des Reiches vor Ort“. Zu diesen Ereignissen, in denen sich Kaiser und Reich den Untertanen öffentlich präsentierten, gehörten: Kaisereinzüge, Königswahlen, Krönungen, Huldigungen, Belehnungen, Turniere und Feuerwerke. Der zeitliche Rahmen erstreckt sich von dem Tod Karls V. 1558 bis zum Beginn des Dreißigjährigen Krieges. Mit ihrer Studie leistete Rudolph einen wichtigen Beitrag zur Geschichte des Heiligen Römischen Reiches.
Rudolph ist Vorstandsmitglied (Schriftführerin) des Verbandes der Historiker und Historikerinnen Deutschlands.

## Schriften (Auswahl)
Monographien
- „Eine gelinde Regierungsart“. Peinliche Strafjustiz im geistlichen Territorium. Das Hochstift Osnabrück (1716–1803) (= Konflikte und Kultur. Historische Perspektiven. Bd. 5). UVK, Konstanz 2001, ISBN 978-3-89669-975-6 (Zugleich: Trier, Universität, Dissertation, 1999).
- mit Gabriele Lingelbach: Geschichte studieren. Eine praxisorientierte Einführung für Historiker von der Immatrikulation bis zum Berufseinstieg. VS, Verlag für Sozialwissenschaften, Wiesbaden 2005, ISBN 978-3-531-14557-0 (Fachbesprechung sehepunkte).
- Das Reich als Ereignis. Formen und Funktionen der Herrschaftsinszenierung bei Kaisereinzügen (1558–1618) (= Norm und Struktur. Studien zum sozialen Wandel in Mittelalter und früher Neuzeit. Bd. 38). Böhlau, Köln u. a. 2011, ISBN 3-412-20534-6 (Teilweise zugleich: Trier, Univ., Habilitations-Schrift, 2008).

Herausgeberschaften
- Die Reichsstadt Regensburg und die Reformation im Heiligen Römischen Reich. Schnell + Steiner, Regensburg 2018, ISBN 978-3-7954-3335-2.
- mit Astrid von Schlachta: Reichsstadt – Reich – Europa. Neue Perspektiven auf den Immerwährenden Reichstag zu Regensburg (1663–1806). Schnell + Steiner, Regensburg 2015, ISBN 3-7954-2972-2.